# محطة قطار بني ونيف
محطة بني ونيف هي محطة سكة حديدية جزائرية تقع في بلدية بني ونيف ، ولاية بشار.تُعدّ جزءًا من شبكة الخطوط الإقليمية التي وتديرها الشركة الوطنية للنقل بالسكك الحديدية في الجزائر.

## موقعها في الشبكة الحديدية
افتتحت المحطة على ارتفاع 823,900 متر  ، وتقع عند النقطة الكيلومترية (PK) 539.223 من الخط من وادي تليلات إلى بشار ، حيث تسبقها محطة جنين بورزق في ولاية النعامة وتتبعها محطة بشار.

## تاريخ

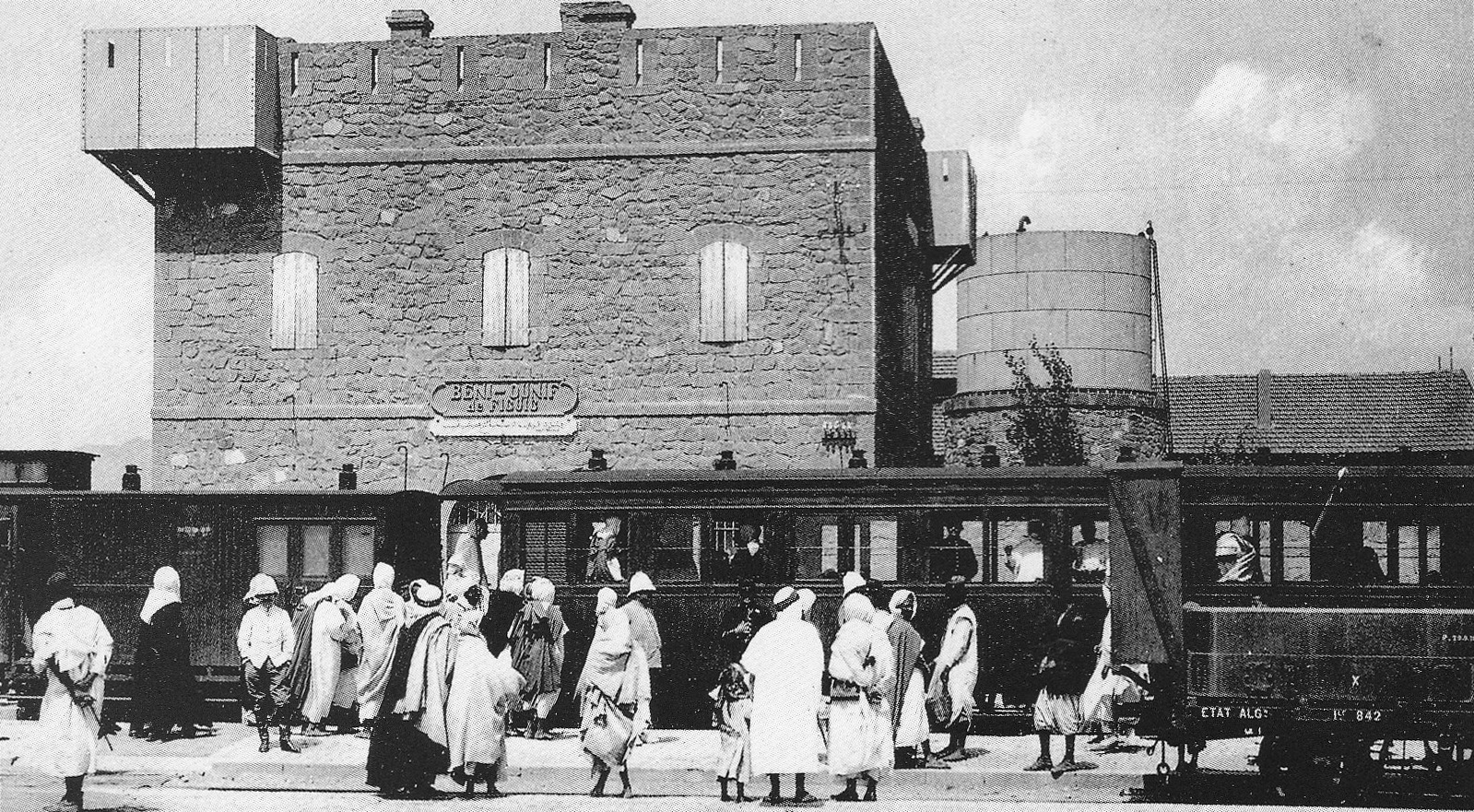
المحطة في بداية القرن العشرين.

افتتحت المحطة سنة 1903 عندما دخل الخدمة الجزء الممتد على 27,4 كم بين دوفيرييه وبني أونف من خط السكة الحديدية الضيق القديم من وهران إلى قنادسة عبر سعيدة . سبقتها محطة قطار الزوبية القديمة وتلتها محطة قطار واد العاصي القديمة، وكانت تقع عند PK 637.300 من هذا الخط.
تعتبر هذه المحطة من بين المحطات المحصنة في الجزائر التي بناها الجيش الفرنسي بين عامي 1881 و1906 على طول الخط الرابط بين سعيدة وبشار. بعد الإستقلال إستغنت ش.و.ن.س.ح و شيدت مكانها محطة عصرية عند توسعة الخط من الضيق للمقياسي

## خدمة الركاب
تخدم المحطة قطارات طويلة المسافة على خط وهران إلى بشار.

### روابط خارجية
- "ش.و.ن.س.ح". الشركة الوطنية للنقل بالسكك الحديدية. مؤرشف من الأصل في 2025-05-05.